# Stolpe (Holsten)
Stolpe er en by og kommune i det nordlige Tyskland, beliggende i Amt Bokhorst-Wankendorf i den sydvestlige del af Kreis Plön. Kreis Plön ligger i den østlige/centrale del af delstaten Slesvig-Holsten.

## Geografi
Stolpe er beliggende omkring 16 km øst for Neumünster, 22 km syd for Kiel og 20 km vest for Plön. Stolpe ligger ved Stolper See, der gennemløbes af floden Alten Schwentine. Motorvejen A21 fra Kiel mod Bad Segeberg går gennem kommunen.
Fra 1911 til 1961 var Stolpe station på jernbanen Kleinbahn Kiel–Segeberg.